# Бени (территория)
Бени — территория Северного Киву в Демократической Республике Конго. Административный центр — город Бени. По состоянию на 2004 год население составляет 916 181 человек.

## История
Нападение на мирных жителей было совершено в ночь на 12 мая 2015 года вооруженными людьми в Мапики и Сабю, двух деревнях в секторе Бени-Мбо, расположенных почти в 30 километрах к северо-западу от города Бени в Северном Киву .
В ночь с 22 на 23 января 2023 года джихадисты атаковали территорию Бени, погибло не менее 23 человек.

## Коммуны
На территории имеется пять сельских муниципалитетов с численностью избирателей менее 80 000 человек.
- Булонго, (7 муниципальных советников)
- Кйондо, (7 муниципальных советников)
- Люм, (7 муниципальных советников)
- Манжина, (7 муниципальных советников)
- Уаша, (7 муниципальных советников)